# Paraphenice angusta
Paraphenice angusta är en insektsart som beskrevs av Van Stalle 1984. Paraphenice angusta ingår i släktet Paraphenice och familjen Derbidae. Inga underarter finns listade i Catalogue of Life.